# Arbeitsgericht Wandsbek
Das Arbeitsgericht Wandsbek war ein deutsches Gericht der Arbeitsgerichtsbarkeit mit Sitz in Wandsbek.

## Geschichte
Gemäß Arbeitsgerichtsgesetz vom 23. Dezember 1926 wurden in Deutschland Arbeitsgerichte gebildet. Diese waren nur in der ersten Instanz organisatorisch selbstständige Gerichte, die Landesarbeitsgerichte waren den Landgerichten zugeordnet. Am Landgericht Altona entstand so 1927 das Landesarbeitsgericht Altona als eines von drei Landesarbeitsgerichten im Bezirk des Oberlandesgerichts Kiel. In Wandsbek entstand das Arbeitsgericht Wandsbek. Sein Sprengel umfasste die Bezirke der Amtsgerichte Ahrensburg, Bad Oldesloe, Bargteheide, Reinbek, Reinfeld, Trittau und Wandsbek. Es bestand jeweils eine Kammer für Arbeiter, für Angestellte und für Handwerk.
Als Wandsbek durch das Groß-Hamburg-Gesetz von 1937 nach Hamburg eingemeindet wurde, wurde das Arbeitsgericht Wandsbek zum 31. März 1937 aufgehoben und der Sprengel des Amtsgerichtes Wandsbek dem Arbeitsgericht Hamburg zugeordnet. Der Rest des Sprengels des Arbeitsgerichts Wandsbek wurde dem neu geschaffenen Arbeitsgericht Ahrensburg zugeordnet.